# Fordran
För fordring inom bokföring se den artikeln.
Fordran är en förpliktelse eller ett rättsligt bindande anspråk från en individuellt bestämd person riktat mot en annan individuellt bestämd person. Fordringsrätten eller obligationsrätten beskriver ett rättsligt förpliktande fordringsförhållande mellan två eller flera personer, en borgenär, även kallad fordringshavare och en gäldenär. 

## Överlåtelse, kvittning och preskription av fordran
Överlåtande borgenär (cedenten) kan överlåta (lat. cessio) sin fordran till en förvärvare (cessionarie), vilket kallas cession. Överlåtande borgenär (cedenten) får inte genom överlåtelsen försämra gäldenärens (cessus) ställning. Förvärvaren av fordran (cessionarien) får däremot inte överlåta sin skuld till någon annan utan den ursprunglige borgenärens (cedentens) godkännande. Gäldenärens (cessus) invändningsrätt gäller förutom cedenten även mot godtroende förvärvare (cessionarie), rätten att invända mot fordringens påstådda giltighet. Detta gäller samtliga ogiltighetanledningar utom simulation. 
Kvittning av fordran mot en motfordran får ske under vissa förutsättningar. De allmänna kvittningsförutsättningarna är:
1. Motfordran skall enligt huvudregeln vara gällande, det vill säga kunna ges en exigibel dom av en domstol.
2. Motfordran måste vara mätbar med huvudfordringen, det vill säga avse samma myckenhet.
3. Motfordran måste vara förfallen till betalning.
4. Motfordran och huvudfordran skall enligt huvudregeln vara ömsesidiga, det vill säga gälla samma parter.
5. Huvudfordrans karaktär får inte utesluta kvittning.

Preskription av fordran sker i allmänhet efter tio år efter fordrans tillkomst. En fordran mot en konsument preskriberas dock redan tre år efter tillkomsten. Dessa preskriptionstider gäller om preskriptionen inte har avbrutits redan innan preskriptionstiden har löpt ut.